# História da TV Globo
Este artigo aborda a História da TV Globo, relacionando os mais relevantes eventos ocorridos desde a concessão pelo governo federal em 1957.

## Século XX

### Concessão e fundação

Roberto Marinho, fundador da TV Globo.

Em julho de 1957, o Presidente da República, Juscelino Kubitschek, aprovou a concessão de TV para a Rádio Globo e, em 30 de dezembro do mesmo ano, o Conselho Nacional de Telecomunicações publicou um decreto concedendo o canal 4 do Rio de Janeiro à TV Globo Ltda. Sendo assim, a TV Globo foi oficialmente criada no dia 26 de abril de 1965, com a transmissão do infantil Uni Duni Tê. Também estavam na programação dos primeiros dias a série infantil Capitão Furacão e o telejornal Tele Globo, embrião do Jornal da Globo (1967-1969), que posteriormente seria o atual Jornal Nacional.

### Expansão
Em 1966, a TV Globo chegou ao estado de São Paulo com a aquisição do canal 5 que, desde 1952, funcionava como TV Paulista, de propriedade das Organizações Victor Costa. Em 5 de fevereiro de 1968, foi inaugurada a terceira emissora, em Belo Horizonte, e as retransmissoras de Juiz de Fora e de Conselheiro Lafaiete, além de um link de micro-ondas que ligava o Rio de Janeiro a São Paulo.
Em 1968, Roberto Marinho adquiriu a geradora de Minas Gerais, a TV Globo Minas.
As primeiras emissoras afiliadas à Globo foram a TV Gaúcha (atual RBS TV Porto Alegre) e a TV Triângulo (atual Rede Integração de Uberlândia), no ano de 1967, a TV Anhanguera (Rede Anhanguera), em 1968 a TV Guajará e  TV Coligadas (atual NSC TV Blumenau), em 1969. Também em 1969 no Ceará, começou a entrar em testes a TV Verdes Mares, que foi inaugurada no dia 31 de janeiro de 1970 em Fortaleza. A TV Verdes Mares começou a sua transmissão no canal 10, onde se mantém até hoje, no sistema analógico, e no canal 33 da televisão digital.
Em 1972, Roberto Marinho adquiriu a geradora de Pernambuco, a Globo Recife e até hoje permanece com o mesmo canal no sistema analógico: 13.

### Acordo com a Time-Life
Em 1962, um acordo assinado entre Time-Life e as Organizações Globo (atual grupo Globo), holding de Roberto Marinho, proporcionou a Marinho o acesso a um capital em torno de 6 milhões de dólares, o que lhe garantiu recursos para comprar equipamentos e infraestrutura para a Globo. Em troca, Time-Life teria participação em 30% de todos os lucros auferidos pelo funcionamento da TV Globo. Como comparação, a maior TV brasileira na época, a TV Tupi, tinha sido construída com um capital em torno de US$ 300.000.
O acordo foi considerado ilegal, pois a Constituição Brasileira naquela época proibia qualquer pessoa ou empresa estrangeira de possuir participação em uma empresa brasileira de comunicação. O acordo foi investigado por uma CPI em 1967. Como uma tentativa de legalizar o acordo, mencionava-se claramente nos termos deste acordo que a Time-Life ou Time Inc. não tinha o direito de participar ou de interferir na administração da Globo. Na prática, Time-Life possuía grande influência dentro da Globo: Joseph Wallach, o ex-diretor da Time-Life na Califórnia, se tornou um diretor executivo dentro da Globo.

### Década de 1960

O primeiro apresentador do Jornal Nacional, Cid Moreira.

A celebração católica Santa Missa em seu Lar – atual Santa Missa – começa a ser transmitida em fevereiro de 1968, sendo assim o programa mais antigo em exibição pela emissora.
A primeira grade de programação da emissora era composta por programas como Sempre Mulher, apresentado por Célia Biar às 14 horas, Festa em Casa, com Paulo Monte, que vinha em seguida, e Show da Noite, às 22h20, com Gláucio Gil. Estas três atrações estrearam no dia 26 de abril de 1965.
Ilusões Perdidas foi a primeira novela da emissora, escrita por Enia Petri e estrelada por Leila Diniz.
Outros programas eram o Uni Duni Tê, com a Tia Fernanda, às 11 da manhã. Logo depois, às 11h20, era apresentada a Sessão Zás-Trás, com Márcia Cardeal. No final da tarde, às 17 horas, a criançada pôde conferir Capitão Furacão, cujo personagem-título era interpretado por Pietro Mário. O primeiro telejornal foi o Tele Globo.
No dia 1º de maio, estava formada a grade do final de semana. Câmara Indiscreta, às 13 horas, com Augusto César Vanucci e Renato Consorte, Clube das Garotas, às 14h20, com Sarita Campos, TeveFone, às 16 horas, com Luiz de Carvalho, Jonas Garret e Mário Luiz Barbato e Em Busca do Tesouro, às 18h20.
Numa transmissão ao vivo de seu programa Show da Noite, Gláucio Gil que era bastante conhecido pelos telespectadores do Rio de Janeiro, faleceu em 13 de agosto de 1965. Após sua morte devido a um infarto a emissora logo saiu do ar. O programa era do gênero de entrevistas em que ele recebia convidados em seu sofá e sua estreia ocorreu no lançamento da TV Globo.
Os primeiros oito meses da TV Globo foram um fracasso, o que levou à contratação de Walter Clark, na época com 29 anos, para o cargo de diretor-geral da emissora. Clark foi um dos grandes responsáveis pelo sucesso da emissora. Em janeiro de 1966, o Rio de Janeiro sofreu uma das suas piores inundações; mais de cem pessoas morreram e aproximadamente vinte mil ficaram desabrigadas. A cobertura da tragédia feita ao vivo pela TV Globo foi um marco na história da emissora, que fez sua primeira campanha comunitária, centralizando a arrecadação de doações em dois de seus estúdios. Nessa altura, a transmissão das imagens ainda era em preto e branco. Ainda naquele ano, a Globo chegou ao estado de São Paulo com a aquisição do canal 5 que, desde 1952, funcionava como a TV Paulista, de propriedade das Organizações Victor Costa.
Em busca de audiência das classes populares, a emissora lançou programas como Dercy Espetacular, no início de 1966, aos domingos, às 19 horas; O Homem do Sapato Branco, a Discoteca do Chacrinha e Buzina do Chacrinha, às quartas e domingos, respectivamente. Além disso, contava com Silvio Santos, líder absoluto de audiência.
Deu certo. Junto com a audiência conquistada, começava a chegar o prestígio e o grande elenco de artistas, advindos de emissoras como Tupi, Excelsior, Rio e Record. Regina Duarte, Francisco Cuoco, Jô Soares, entre outros, pouco a pouco, integram-se ao cast da emissora. Em 1967, a TV Gaúcha afiliou-se a TV Globo. Em 5 de fevereiro de 1968, foi inaugurada a terceira emissora, em Belo Horizonte, e as retransmissoras de Juiz de Fora e de Conselheiro Lafaiete, além de um link de micro-ondas que ligava o Rio de Janeiro a São Paulo.
Foi nessa época que o governo federal, liderado pelo marechal Costa e Silva, deu prioridade ao desenvolvimento de um moderno sistema de telecomunicações, criando o Ministério das Comunicações e concedendo à população uma linha de crédito para a compra de televisores. Outro impulso foi um decreto elaborado pelo ministro Delfim Neto que isentou as empresas de rádio e televisão de imposto de importação sobre equipamentos, isto permitiu à empresa se renovar e ao mesmo tempo utilizar a cotação oficial do dólar para reduzir suas despesas de importação. Além disso, com o advento do videoteipe, a produção de programais locais foi logo se tornando escassa, sendo a maior parte da programação produzida no Rio de Janeiro e em São Paulo, o que impulsionou as grandes emissoras dessas cidades a formarem redes nacionais.
O início da TV Globo como uma rede de emissoras afiliadas por todo o país se dá a partir de 1969 quando entrou no ar o Jornal Nacional, primeiro telejornal em rede nacional, ainda hoje transmitido pela emissora e líder de audiência nacional. O primeiro programa foi apresentado por Hilton Gomes e Cid Moreira.

### Década de 1970
Em 1970, em seus cinco anos, a emissora transmitiu pela primeira vez a Copa do Mundo, vencida pelo Brasil. Grande parte das "inovações" impostas na grade de programação e na forma de produção dos programas foi obtida graças à contratação de profissionais oriundos da TV Excelsior (cuja concessão fora cassada pelo Governo Militar no mesmo ano) e que já operava com muitos dos parâmetros utilizados pela Globo para criar seu "Padrão Globo de Qualidade".

Em 21 de abril de 1971, entrou no ar em Brasília a TV Globo DF, no canal 10, apresentando uma partida do Vasco contra o Flamengo (ao vivo do Rio de Janeiro) e o programa Som Livre Exportação. No mesmo dia, entrou no ar o vespertino "Jornal Hoje", no ar até hoje e único telejornal vespertino exibido pela emissora, ao contrário das concorrentes. 

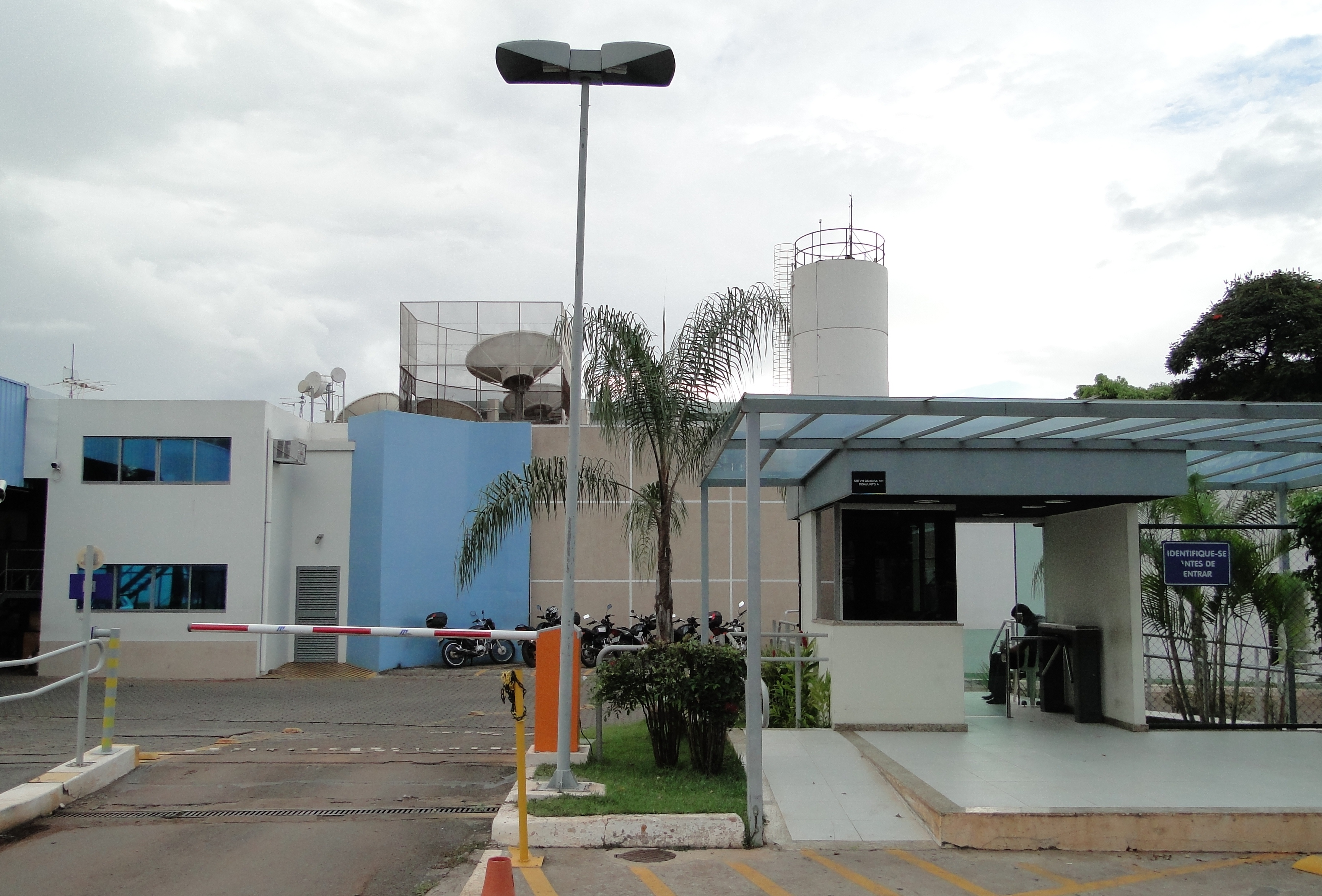
Sede da Globo em Brasília

Em 22 de abril de 1972 foi inaugurada a TV Globo Pernambuco, em Recife. Também naquele ano a Globo participou do pool de emissoras que efetuou a 1ª transmissão nacional e oficial em cores, junto com as concorrentes Rede Tupi, TV Record, TV Bandeirantes entre outras. A televisão mostrou a abertura da Festa da Uva, em Caxias do Sul, em 19 de fevereiro.
Em 19 de fevereiro de 1972, a Globo exibiu a Festa da Uva de Caxias do Sul, com narração de Cid Moreira, marcando a primeira transmissão a cores no Brasil, pela TV Difusora de Porto Alegre.

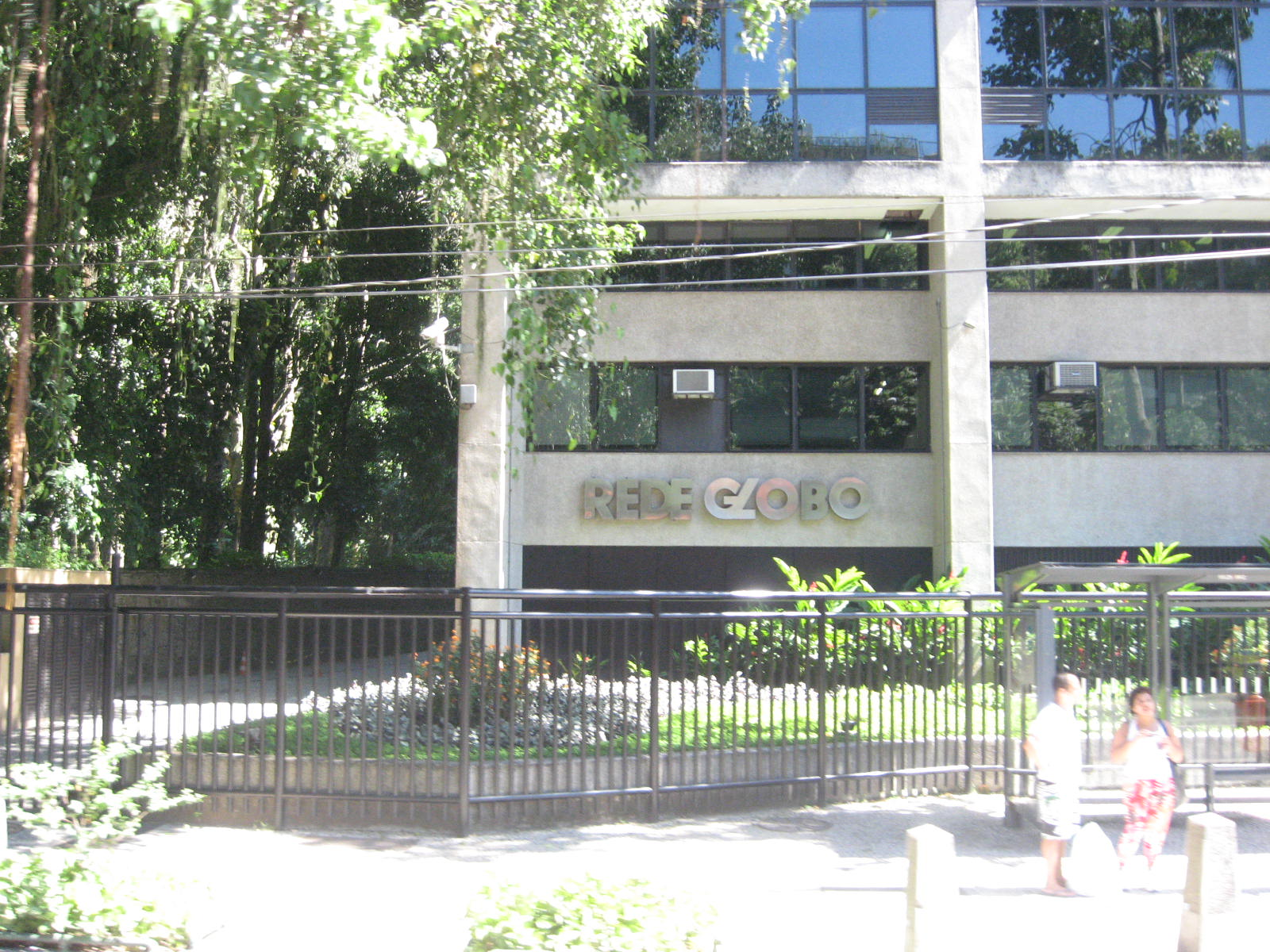
Antiga sede da Globo no Rio de Janeiro.

Em 31 de março, dia da inauguração do sistema de televisão em cores no Brasil, a Globo exibiu o especial "Meu Primeiro Baile", o primeiro programa da televisão brasileira inteiramente gravado em cores. Também transmitiu com exclusividade nesse mesmo ano os Jogos Olímpicos de Verão de 1972 em Munique, na então Alemanha Ocidental, sendo a sua primeira Olimpíada, além de ser a primeira a ser transmitida totalmente ao vivo no Brasil, dando início à cobertura do evento.
Em 1973, estreou o "Globo Repórter", que permanece ainda em exibição. No mesmo ano, entrou no ar o programa dominical "Fantástico", que também permanece em exibição. 
Em 11 de março de 1974 entra no ar a sessão vespertina de filmes "Sessão da Tarde". Em 25 de abril a Globo inicia as coberturas jornalísticas internacionais de maneira inesperada: Sandra Passarinho viaja às pressas para Madrid e em seguida para Lisboa para cobrir a Revolução dos Cravos.
Em 1975 é implantado no país o conceito de rede de TV, devido ao sucesso da programação nacional. Em 1977 toda a programação da emissora passa a ser a cores. Em 1982 a Globo introduz o uso do satélite, que permite que a programação nacional passe a ser exibida simultaneamente por todas as emissoras.
Em 1975 a Globo foi proibida pelo Governo Federal, na época da ditadura militar, de exibir a novela Roque Santeiro, com 34 capítulos gravados. A emissora já contava com uma programação nacional, e no lugar da novela proibida foi colocada a reprise da novela Selva de Pedra de 1972. Em 1985, com o fim da ditadura e da censura, com a posse do governo civil, a nova versão da novela voltou ser gravada e exibida com sucesso.
A partir de 1976 é o momento em que a Globo começa a construir o que seria chamado de "Padrão Globo de Qualidade", em que o horário nobre é preenchido com duas novelas de temática mais leve, encaixadas por telejornais curtos e sintéticos (o atual Praça TV e o Jornal Nacional), uma telenovela de produção nobre e com enredo mais forte, que seria chamada a partir de então de "novela das oito" (atual "novela das nove") e a partir das 22h uma linha de shows, filmes ou o "Globo Repórter" (antes a linha de shows começava às 21h15, posteriormente às 21h30), sempre com bastante regularidade de horário e programação. Este padrão nada mais é do que a chamada "grade fixa", tanto na vertical (sequência dos programas no dia), quanto na horizontal (respeito à sequência ao longo dos dias da semana), orquestrada por Walter Clark e José Bonifácio de Oliveira Sobrinho (mais conhecido como "Boni") em 1960, antes responsáveis pela programação da extinta TV Excelsior. A grade fixa é utilizada pela Globo nos dias de hoje fielmente, exceto aos verões nos horários de shows após as 22h, que são substituídos por minisséries, reprises de filmes e o Big Brother Brasil atualmente. O padrão seria decisivo para a conquista da liderança de audiência, pois, no final da década de 1970, as duas grandes redes, a Rede de Emissoras Independentes e a Rede Tupi, estavam se deteriorando por falta de recursos e estratégia, e a Rede Bandeirantes não havia crescido o suficiente nessa época, sobrando apenas a Globo como uma alternativa de certa qualidade, somada à estreia das novas sessões de cinema, o Festival de Inverno e a Sessão de Gala.
Em 1977, toda a programação da emissora passa a ser a cores e é também forçada pelo mesmo Governo Federal a não exibir a novela Despedida de Casado, sendo substituída por outra novela. No mesmo ano estreia Os Trapalhões, considerado o programa de humor de maior tempo no ar. Em 1978, a emissora transmite a Copa do Mundo de 1978. Após o encerramento do evento esportivo, estreou o Globo Esporte, o programa esportivo ainda em exibição, e Bom Domingo, com as atrações: Som Brasil, Concertos para a Juventude, Operação Resgate, O Bem-Amado, Balança Mas Não Cai, Alerta Geral, Fantástico, A Festa é Nossa, Os Trapalhões, Dallas, O Planeta dos Homens, Geração 80, Chico Total, Esporte Espetacular e Globo Gente. Outra estreia foi o Domingo Maior, a segunda sessão de filmes exibido pela Globo. O programa já estreou Alerta Geral. exibido na Sexta Super, Bom Domingo e Domingo Global, entre 1979 e 1984, apresentado por Cid Moreira (1979-1981), Francisco Cuoco (1981-1982) e Armando Bogus (1982-1984), uma das atrações musicais que marcaram essa semana no Brasil e no mundo.

### Década de 1980

O primeiro modelo do logotipo como o conhecemos hoje: um globo com o recorte de uma tela de TV e um globo em seu centro.

Em 1980, nos quinze anos da emissora, estreava o Globo Rural, no comando de Carlos Nascimento. Neste mesmo ano, ia ao ar o programa TV Mulher. Em 5 de maio estreia O Vale a Pena Ver de Novo, sessão de reprises de novelas da emissora. Em maio estreia Sexta Super sempre depois da novela das oito até 1988, horário atualmente ocupado pelo Globo Repórter. Em julho desse mesmo ano, era fechada a Rede Tupi de Televisão, e boa parte do elenco da Tupi foi para a Globo.[carece de fontes?]
Em 1981, Viva o Gordo faz o tom de comédia na Globo, muitas vezes com sátiras contra o governo. Em abril estreia o Supercine. Em 31 de dezembro de 1982, a Globo se transformou em rede nacional de televisão. E também, fez que toda a programação, fosse ao Brasil inteiro via satélite, antes restrita ao Rio de Janeiro e outros estados e entrava no ar a Corrida de São Silvestre.
Em 1983, estreavam o Bom Dia Praça (como Bom Dia Rio, entre outros, sendo que o Bom Dia São Paulo estreou em 1977), o Bom Dia Brasil, o Praça TV (como SPTV, RJTV, DFTV, BATV, Jornal Liberal, RBS Notícias, entre outros, sendo que o Jornal do Almoço estreou em 1972), o infantil Balão Mágico, que permaneceu no ar até 1986 e o Vídeo Show, no ar até 2019. Haviam também os shows Sexta Super e Terça Nobre, com as atrações: Saudade Não Tem Idade, Brasil Pandeiro, Grandes Nomes, O Planeta dos Homens, Show do Mês, Disco Show, Geração 80, Primeira Exibição, Chico City, Globinho, O Bem-Amado, Aplauso, Globo de Ouro, Alerta Geral, Casal 20, Operação Resgate, Chico Anysio Show, Duro na Queda, Os Gatões, Batalha dos Astros, Globo Cor Especial, O Homem de Seis Milhões de Dólares, A Festa é Nossa e Disneylândia. Havia também Os Trapalhões com Renato Aragão, devido o desentendimento entre os quatro humoristas. Em 18 de setembro, frente à gravidade da seca no Nordeste daquele ano, a Globo promoveu uma maratona de doze horas de programação para arrecadar dinheiro e mantimentos, com a campanha Nordeste Urgente. Foram arrecadados mais de Cr$ 3 bilhões  e cerca de duas mil toneladas de alimentos em todo o país. A campanha prosseguiu até 18 de outubro, e as cifras finais divulgadas em 1º de dezembro indicaram quase Cr$ 5 bilhões arrecadados, que serviram para comprar seis mil toneladas de alimentos, além das mais de cinco mil toneladas doadas pelos telespectadores, e que beneficiaram mais de sete milhões de pessoas em todo o Nordeste.
Em 1984, estrearam as novelas Amor com Amor Se Paga, Vereda Tropical e Corpo a Corpo. Reestreia em 25 de março, Os Trapalhões, com a volta do quarteto. Em 1985, nos 20 anos da emissora, entra no ar Armação Ilimitada, e a novela Roque Santeiro, esta última um grande sucesso. No mesmo ano, também estreava o Corujão, nas madrugadas de segunda a domingo. Ainda em 1985, a Globo exibe o especial SOS Nordeste com quatro horas num domingo de agosto. No mesmo ano, é anunciada a criação da campanha e do programa Criança Esperança.
Em 1986, estreia o programa infantil Xou da Xuxa e a série Anos Dourados. No mesmo ano, teve lugar o primeiro show da campanha Criança Esperança, dedicado à Declaração Universal dos Direitos da Criança como tema, dentro do especial que comemorou os 20 anos de Os Trapalhões. O primeiro show da campanha Criança Esperança teve direção de Victor Paranhos e supervisão geral de Walter Lacet, com apresentação de César Filho e Os Trapalhões, artistas diversos e grande elenco da Globo.
Em 1988 estreia a sessão semanal de filmes Tela Quente, que só exibia filmes inéditos. No mesmo ano é levada ao ar a novela Vale Tudo, um dos maiores sucessos da teledramaturgia brasileira.
Em 1989, estreava o programa Domingão do Faustão. No mesmo ano também entrava no ar a sessão Temperatura Máxima, que antes era exibida às terças-feiras, mudando para o domingo no mesmo ano. A linha de shows após a novela das oito era formada por Tela Quente, TV Pirata, Chico Anysio Show, Futebol e Cinema Especial, Globo de Ouro e Globo Repórter, e às dez e meia, minisséries brasileiras e internacionais. Nos domingos de março, às sete horas da noite, a emissora exibia o humorístico Os Trapalhões e as oito da noite, o jornalístico Fantástico.

### Década de 1990
Em março de 1990, o programa Globo Repórter passa a ser exibido nas noites de terça-feira. Mas, dois meses depois, em maio, passa para as noites de sexta. Em abril, estreia às 20h a novela Rainha da Sucata.
Transmite a Copa do Mundo FIFA de 1990, vencida pela Alemanha. No horário das 18 horas, exibe Barriga de Aluguel.
Em 1991, a Globo lança no Brasil a série animada Os Simpsons, produzida pela FOX, exibida nas tardes de sábado.
Ainda em 1991, estreava a novela Felicidade, primeira novela da Globo a ter uma mulher na direção geral: Denise Saraceni.
No início de 1992, estreia o grande sucesso do horário das 20h: Pedra sobre Pedra. Em 1992, transmite as Olimpíadas de 1992 e faz cobertura sobre os escândalos de corrupção do Governo Federal, tendo ocorrido à época o impeachment de Fernando Collor. Em 28 de abril daquele, estreia o humorístico Casseta & Planeta, Urgente!. Em 3 de agosto de 1992 estreou a telenovela De Corpo e Alma, de Glória Perez. A novela ficou marcada pelo assassinato da atriz Daniella Perez filha de Glória Perez, em 28 de dezembro.
Em abril de 1993 a Globo estreia o primeiro telejornal da emissora em São Paulo, o Jornal da Globo, que passava a ser apresentado por Lillian Witte Fibe. Em maio de 1993, estreava o Programa Xuxa, comandado por Xuxa, com diversas diferenças em relação ao Xou da Xuxa, o programa era voltado para toda a família. A apresentadora queria utilizar uma linguagem diferente com as crianças. O que não agradou e ficou somente cinco meses no ar.
Em 1994, a emissora transmite a Copa do Mundo nos Estados Unidos, acompanhando o tetracampeonato da seleção brasileira, depois de 24 anos de espera. Neste ano Xuxa volta a comandar um programa, o Xuxa Park, exibido aos sábados das 8h às 11h55, o que marca a volta da apresentadora à televisão brasileira e ao público infantil. Em abril de 1994, Ivani Ribeiro volta a escrever um grande sucesso, o remake de A Viagem (1975) no horário das 19h. Ivani morreria no ano seguinte. Em 11 de abril volta o telejornal vespertino, Jornal Hoje, com Willian Bonner e Cristina Ranzolin de segunda a sábado. Em 1 de maio, durante o Grande Prêmio de San Marino, morre Ayrton Senna. A Globo faz uma grande cobertura, transmitindo também o velório do piloto.
Em 1995, Os Trapalhões saía do ar depois de dezoito anos de exibição na Globo. Em março de 1995 estreava a novela A Próxima Vítima, um dos maiores sucessos da teledramaturgia da Globo. No mesmo ano, o canal Top Sports da Globosat tem seu nome alterado para SporTV.
No final de março de 1996, entra nas noites de domingo o sitcom Sai de Baixo. Em 16 de setembro, a apresentadora Angélica chega à emissora para comandar o Angel Mix e protagonizar a novela infantil Caça Talentos. Em 15 de outubro, é lançado o canal Globo News.
Em 5 de abril de 1997, entra no ar o Planeta Xuxa, programa voltado para o público jovem e adulto, que no ano seguinte se transferiu para os domingos se tornando grande fenômeno de audiência consagrando Xuxa como a primeira mulher a entrar na disputa de audiência aos domingos, que antes era apenas protagonizada por homens, como Faustão, Gugu e Sílvio Santos. Em 1997, o Domingão do Faustão começa a perder audiência pela primeira vez para o Domingo Legal, apresentado por Gugu Liberato no SBT.
Em 1998 a emissora transmite a Copa do Mundo de 1998, vencida pela anfitriã, França. Em julho do mesmo ano, Xuxa entra em licença-maternidade, o Planeta Xuxa é substituído por vários artistas que se revezavam no comando do programa, enquanto que o Xuxa Park é substituído pelo programa Xuxa 12 Anos com Você. A apresentadora volta da licença em novembro. Em outubro do mesmo ano, a emissora estreava o humorístico infanto-juvenil A Turma do Didi e em dezembro, o Show da Virada
Em 18 de outubro de 1999 estreia o Mais Você, com Ana Maria Braga.

## Século XXI

### Década de 2000
A década de 2000 foi marcada por comemorações de importantes efemérides, como os cinquenta anos da televisão no Brasil. Programas como Caldeirão do Huck e Altas Horas estrearam em abril de 2000. Em outubro de 2001 estreia a novela O Clone, um dos maiores sucessos da teledramaturgia da emissora. Em agosto de 2003, morre o fundador da Globo, Roberto Marinho. Em 2009, a novela Caminho das Índias foi eleita a melhor telenovela, ganhando o prêmio Emmy Internacional.
Ainda em 2004, estreou o Praça TV 2.ª edição para antenas parabólicas analógicas, o Brasil TV. Antes do Brasil TV, desde 2002, era exibido para as antenas parabólicas analógicas, o SPTV 2ª Edição.

### Década de 2010
A década de 2010 foi marcada pelas comemorações dos cinquenta anos da emissora.
Em janeiro de 2011, um helicóptero da emissora é atingido por tiros de fuzil durante uma reportagem sobre operação policial no Morro da Mineira, na cidade do Rio de Janeiro. Em abril daquele ano o Jornal Hoje, completou quarenta anos. Em dezembro, Fátima Bernardes deixa a bancada do Jornal Nacional depois de quatorze anos. Ela iria apresentar o novo programa Encontro com Fátima Bernardes, que estreou em junho de 2012.
Em março de 2012, estreou a novela Avenida Brasil, um dos maiores sucessos da teledramaturgia da emissora. Em março de 2013, o programa Vídeo Show completou trinta anos. Em abril, agosto e dezembro, respectivamente, os programas Globo Repórter, Fantástico e Esporte Espetacular completaram quarenta anos.
Em agosto de 2019, o jornalista Sérgio Chapelin se aposenta e deixa a emissora depois de cinquenta anos. No mês seguinte, o Jornal Nacional completaria também cinquenta anos no ar.

### Década de 2020

Logotipo emissora desde 2021.

Durante esta década, a emissora realizou importantes mudanças estruturais, o que causou a união dos seus serviços como a própria TV Globo, os Canais Globo, Som Livre, Globoplay, Globo.com e Diretoria de Gestão Corporativa (DGCorp) em um único núcleo administrativo. Com isso, Paulo Daudt Marinho, que dirigia a antiga Unidade de Negócios Digitais da Globosat, torna-se o novo diretor dos Canais Globo (TV Globo, canais Globosat e gestão de rede de afiliadas). O cargo de diretor-geral da Globo, existente desde a fundação da emissora é extinto, e Carlos Henrique Schroder que ocupava esta função desde 2013, torna-se diretor de Criação e Produção de Conteúdo, com jurisdição sobre os departamentos de Entretenimento, Esporte e Jornalismo da Globo e de suas co-irmãs. Também nesse período de mudanças, a emissora passou a adotar definitivamente o nome TV Globo em 2021, finalizando o projeto Uma Só Globo, iniciado em 2000.
Entre os anos de 2020 e 2022, a emissora foi uma das mídias impactadas com a Pandemia de COVID-19, o que causou a interrupção de programas de auditório e telenovelas, no caso das últimas, as mesmas foram substituídas por reprises de alguns sucessos, que ganharam a alcunha Edição Especial. Tramas inéditas como Salve-se Quem Puder e Amor de Mãe ganharam uma "segunda temporada" e outras como Éramos Seis e Malhação: Toda Forma de Amar tiveram seus finais modificados e a última, teve seu último capítulo antecipado com um desfecho narrado pelos protagonistas. Já a novela das seis Nos Tempos do Imperador, teve a sua estreia adiada para o segundo semestre de 2021. Por medidas de segurança, funcionários pertencentes ao grupo de risco tiveram que optar por utilizar meios virtuais e os Estúdios Globo tiveram que ser fechados por um longo período nos anos de 2020 (março a agosto) e 2021 (março e abril). O canal ampliou o jornalismo, aumentando o tempo dos jornais locais e nacional e lançou um programa informativo intitulado Combate ao Coronavírus, que deixaria a grade em abril de 2020 devido aos baixos índices.
Afetada pela crise, o canal decidiu dispensar veteranos pela área artística, adotando definitivamente o modelo de contrato por obra. A emissora também rescindiu contratos com a Confederação Sul-Americana de Futebol (CONMEBOL) pela Copa Libertadores da América de 2020 e a Liberty Media pela Fórmula 1, causando a saída de dois torneios de longa data na emissora por não conseguir reduzir os valores dos contratos devido à crise. No caso do primeiro, essa foi a segunda vez que a Libertadores deixa o portfólio da Globo, uma vez que em 1992, o mesmo torneio já havia deixado a grade quando foi adquirido pela Rede OM. O torneio posteriormente retornaria á programação a partir da temporada 2023, após a emissora encerrar a arbitragem judicial com a CONMEBOL em outubro de 2021. O canal também abriria mão de campeonatos estaduais tradicionais como o Carioca (rescindindo o contrato em 2020 após um conflito com o Clube de Regatas do Flamengo devido a Lei do Mandante) e o Paulista (transmitindo pela última vez em 2021). Em 2024 o clube Vasco da Gama fecharia as transmissões de suas partidas como mandante, garantindo o retorno parcial do Cariocão ao portifólio da Globo, mas apenas para o SporTV e Premiere. No dia 22 de novembro de 2024, o Grupo Globo acabaria readquirindo os direitos de transmissão totais desse estadual pela temporada 2025, mas sem exclusividade, dividindo as transmissões com a Band.
Enxugou contratos milionários com a FIFA após uma briga judicial iniciada em 2020 e encerrada em 2021 por discordâncias de valores, abrindo mão da exclusividade via internet pela Copa do Mundo FIFA de 2022. Com a renovação do contrato em 2022, adquiriu também a Copa do Mundo de Futebol Feminino de 2023 e a Copa do Mundo FIFA de 2026. A emissora decidiu abrir mão da exclusividade em todas as mídias e reduzir as coberturas pela metade. A emissora também modificou o contrato assinado em 2015 com o Comitê Olímpico Internacional, liberando a cobertura de todas as versões dos Jogos Olímpicos em várias mídias sem negociações diretas com o Grupo Globo (exceto na TV aberta o qual não solicitou os direitos totais quando fechou o contrato naquele ano) a partir de 2024.
O Grupo Globo também vendeu ativos em 2021 como a Som Livre, um edifício comercial no Rio de Janeiro, torres de transmissão. e a sede da TV Globo em São Paulo, por R$ 522 milhões, ao fundo de investimentos Vinci Partners. A Globo continuará usando o local para a continuidade de suas operações, com um contrato de exclusividade pelos próximos quinze anos. Em 2023, vendeu também sua antiga sede (desativada em 2022) no Jardim Botânico a um condomínio local, transformando-o em Edifício Residencial Rede Globo.
Em 2021 a emissora anuncia a saída de Fausto Silva depois de 32 anos à frente do Domingão do Faustão. A saída estava prevista para dezembro, mas devido ao apresentador titular apresentar um quadro de infecção urinária, Tiago Leifert assume o comando do dominical, que logo é extinto após Faustão antecipar a sua saída. Entre os meses de junho e agosto de 2021, foi exibido a Super Dança dos Famosos e o quadro Videocassetadas em uma atração sem nome definido, comandada por Leifert. Em setembro, Luciano Huck passa a assumir o final das tardes de domingo, lançando o Domingão com Huck, enquanto que o Caldeirão passa a ser apresentado por Marcos Mion, que lança o Caldeirão com Mion. No mesmo ano, a emissora encerrou em definitivo as produções de Malhação com o desgaste da marca, cancelando também as temporadas já adiadas pela pandemia como Transformação e Eu Quero Ser Feliz. Em 2023 foi a vez da emissora abrir mão das versões brasileiras do talent show The Voice e do reality Survivor (No Limite) por conta da queda acentuada de audiência, desgaste e rejeição do mercado aos dois formatos.
A emissora pela primeira vez retransmitiu o sinal da GloboNews para a cobertura dos Ataques às sedes dos Três Poderes no dia 8 de janeiro de 2023. A cobertura foi ancorada por Poliana Abritta (TV Globo), Erick Bang e Leila Sterenberg (ambos da GloboNews) e surpreendeu ao utilizar o termo terroristas. Em 2 de fevereiro do mesmo ano, o canal perdeu a jornalista Glória Maria, vitimada por um tumor no cérebro, causado pela metástase de um câncer de pulmão. A jornalista ficou marcada pelo pioneirismo na TV Globo, sendo a primeira repórter a fazer uma entrada ao vivo e a cores e também a primeira repórter a gravar uma reportagem em alta definição. A Globo dedicou toda a programação para comentar a repercussão da notícia e realizar as respectivas alterações na grade de programação para transmissão de homenagens.

Além de atores, jornalistas de longa data e pessoas da alta cúpula também foram demitidos, afetando também a área esportiva entre 2022 e 2023. Entre os veteranos demitidos, estão: Carlos Tramontina, Chico Pinheiro, o diretor de entretenimento Ricardo Waddington, o ex-árbitro e comentarista Sandro Meira Ricci e sua mulher Fernanda Colombo (o que levou à extinção da Central do Apito com a popularização do Árbitro de Vídeo (VAR)), o narrador Cléber Machado, os repórteres Eduardo Tchao, Flávia Jannuzzi, Marcelo Canellas, Mônica Sanches, Fabio Turci, César Galvão, Zelda Mello, Fábio William, o diretor de programas Jorge Espírito Santo, a apresentadora Leila Sterenberg, as colunistas de política Giuliana Morrone, e Giovana Teles, e os comentaristas esportivos Maurício Noriega, Jaime Jr. e Régis Rösing.

Logotipo da TV Globo acompanhado do emblema comemorativo dos 100 anos do Grupo Globo

Para o ano de 2024, a emissora anunciou a contratação de Eliana, que já vinha sido especulada desde a sua participação no Criança Esperança de 2023. Com a presença da loira, que já era dada como certa desde a rescisão com o SBT em abril, o canal decide lhe entregar o comando da quinta temporada do The Masked Singer Brasil, após Ivete Sangalo decidir não renovar com a Globo, pedindo descanso devido a longa rotina de gravações, e do Saia Justa no GNT, além de oferecer também a apresentação no Vem que Tem e um novo programa semanal em 2025. Junto com Eliana, teve o retorno definitivo de Xuxa após quase dez anos de sua saída da emissora, a qual já havia retornado em meados de 2021 para a produção de conteúdos digitais e a série Xuxa, o Documentário.

Logotipo comemorativo dos 60 anos do TV Globo

Em 2025 o foco passou a ser no centenário do Grupo Globo e no sexagenário da emissora, o que demandou na criação de uma série de especiais em uma maratona de 60 horas, transmitidos no período de 25 a 28 de abril. Além disso, também foi preparado um documentário sobre os 100 anos do jornal O Globo, intitulado O Século do Globo. A emissora também readquiriu em julho os direitos de transmissão da Fórmula 1 a partir da temporada 2026 até 2028, após ter iniciado as negociações em 2024 com a crise entre a Liberty Media e o Grupo Bandeirantes de Comunicação.